# Ungarische Rhapsodie
Pour plus de détails, voir Fiche technique et Distribution.
Ungarische Rhapsodie est un film allemand réalisé par Hanns Schwarz, sorti en 1928.

## Fiche technique
- Titre : Ungarische Rhapsodie
- Réalisation : Hanns Schwarz
- Scénario : Hans Székely et Joe May
- Photographie : Carl Hoffmann
- Montage : Erich Schmidt
- Pays d'origine : République de Weimar
- Format : Noir et blanc - 1,33:1 - Film muet
- Genre : drame
- Date de sortie : 1928

## Distribution
- Lil Dagover : Camilla
- Willy Fritsch : Lieutenant Franz Graf von Turoczy
- Dita Parlo : Marika
- Erich Kaiser-Titz : Général Hoffmann
- Harry Hardt : Oberleutnant Barany
- Paul Hörbiger : Kellner
- Osvaldo Valenti